# ATP-toernooi van Winston-Salem
Het ATP-toernooi van Winston-Salem, ofwel de Winston-Salem Open is een jaarlijks terugkerend tennistoernooi voor mannen dat wordt georganiseerd in het Amerikaanse Winston-Salem. 
Het toernooi wordt georganiseerd door de ATP en valt in de categorie ATP World Tour 250. Er wordt gespeeld op de hardcourtbanen van de Wake Forest University. Dit toernooi wordt voor het eerst gespeeld in 2011, in 2010 werd de licentie overgenomen van het ATP-toernooi van New Haven. Er wordt zowel in het enkel- als het dubbelspel gespeeld.

## Finales

### Enkelspel
| Jaar | Winnaar                                | Finalist                               | Score                                  |
| ---- | -------------------------------------- | -------------------------------------- | -------------------------------------- |
| 2011 | John Isner (1)                         | Julien Benneteau                       | 4-6, 6-3, 6-4                          |
| 2012 | John Isner (2)                         | Tomáš Berdych                          | 3-6, 6-4, 7-6(9)                       |
| 2013 | Jürgen Melzer                          | Gaël Monfils                           | 6-3, 2-1, opgave                       |
| 2014 | Lukáš Rosol                            | Jerzy Janowicz                         | 3-6, 7-6(3), 7-5                       |
| 2015 | Kevin Anderson                         | Pierre-Hugues Herbert                  | 6-4, 7-5                               |
| 2016 | Pablo Carreño Busta                    | Roberto Bautista Agut                  | 6-7(6), 7-6(1), 6-4                    |
| 2017 | Roberto Bautista Agut                  | Damir Džumhur                          | 6-4, 6-4                               |
| 2018 | Daniil Medvedev                        | Steve Johnson                          | 6-4, 6-4                               |
| 2019 | Hubert Hurkacz                         | Benoît Paire                           | 6-3, 3-6, 6-3                          |
| 2020 | Geen toernooi wegens de coronapandemie | Geen toernooi wegens de coronapandemie | Geen toernooi wegens de coronapandemie |
| 2021 | Ilja Ivasjka                           | Mikael Ymer                            | 6-0, 6-2                               |
| 2022 | Adrian Mannarino                       | Laslo Đere                             | 7-6(1), 6-4                            |
| 2023 | Sebastián Báez                         | Jiří Lehečka                           | 6-4, 6-3                               |
| 2024 | Lorenzo Sonego                         | Alex Michelsen                         | 6-0, 6-3                               |

### Dubbelspel
| Jaar | Winnaars                                  | Finalisten                             | Score                                  |
| ---- | ----------------------------------------- | -------------------------------------- | -------------------------------------- |
| 2011 | Jonathan Erlich Andy Ram                  | Christopher Kas Alexander Peya         | 7-6(2), 6-4                            |
| 2012 | Santiago González Scott Lipsky            | Pablo Andújar Leonardo Mayer           | 6-3, 4-6, [10-2]                       |
| 2013 | Daniel Nestor Leander Paes                | Treat Huey Dominic Inglot              | 7-6(10), 7-5                           |
| 2014 | Juan Sebastián Cabal Robert Farah Maksoud | Jamie Murray John Peers                | 6-3, 6-4                               |
| 2015 | Dominic Inglot Robert Lindstedt           | Eric Butorac Scott Lipsky              | 6-2, 6-4                               |
| 2016 | Guillermo García-López Henri Kontinen     | Andre Begemann Leander Paes            | 4-6, 7-6(6), [10-8]                    |
| 2017 | Jean-Julien Rojer (1) Horia Tecău (1)     | Julio Peralta Horacio Zeballos         | 6-3, 6-4                               |
| 2018 | Jean-Julien Rojer (2) Horia Tecău (2)     | James Cerretani Leander Paes           | 6-4, 6-2                               |
| 2019 | Łukasz Kubot Marcelo Melo                 | Nicholas Monroe Tennys Sandgren        | 6-7(6), 6-1, [10-3]                    |
| 2020 | Geen toernooi wegens de coronapandemie    | Geen toernooi wegens de coronapandemie | Geen toernooi wegens de coronapandemie |
| 2021 | Marcelo Arévalo Matwé Middelkoop          | Ivan Dodig Austin Krajicek             | 6-7(5), 7-5, [10-6]                    |
| 2022 | Matthew Ebden Jamie Murray                | Hugo Nys Jan Zieliński                 | 6–4, 6–2                               |
| 2023 | Nathaniel Lammons (1) Jackson Withrow (1) | Lloyd Glasspool Neal Skupski           | 6–3, 6–4                               |
| 2024 | Nathaniel Lammons (2) Jackson Withrow (2) | Julian Cash Robert Galloway            | 6–4, 6–3                               |

## Statistieken

### Meeste enkelspeltitels
| Aantal titels | Speler     | Jaren      |
| ------------- | ---------- | ---------- |
| 2             | John Isner | 2011, 2012 |

(Bijgewerkt t/m 2024)

### Meeste enkelspeltitels per land
| Aantal titels | Land             |
| ------------- | ---------------- |
| 2             | Spanje           |
| 2             | Verenigde Staten |

(Bijgewerkt t/m 2024)
ITF-toernooien (mannen en vrouwen)

ATP-toernooien (mannen) – ATP-seizoen 2025

WTA-toernooien (vrouwen) – WTA-seizoen 2025

Voormalige toernooien mannen
Voormalige toernooien vrouwen
Voormalige amateurtoernooien
2011 · 2012 · 2013 · 2014 · 2015 · 2016 · 2017 · 2018 · 2019 · 2020 · 2021 · 2022 · 2023 · 2024